# SIN (značka)
SIN je název unikátní české sklářské technologie, která umožňuje přímé odlévání třírozměrných skleněných objektů technikou Vitrum Vivum (Živé sklo). Byla již využita pro realizaci monumentálních uměleckých děl komplikovaných prostorových tvarů nebo součástí architektury. Značka je pojmenovaná podle jejího majitele – českého sklářského mistra Jiřího Šína, který ji budoval od roku 2010. SIN vlastní dílnu se sklářskými pecemi v Bělé pod Bezdězem ve Středočeském kraji a opírá se o dlouholeté zkušenosti a know-how českého sklářského oboru. Spolumajitelem značky je podnikatel Roman Pilíšek.
Vitrum Vivum Jiřího Šína využívá nově vyvinutou technologii k odlévání trojrozměrných skleněných objektů do uzavřené formy a dovoluje realizovat libovolně velké nebo prostorově složité umělecké návrhy. Od roku 2024 má SIN vlastní galerii na Jungmannově náměstí 21 v Praze 1.

## Historie značky
Autorem unikátní technologie lití skla do uzavřené formy je Jiří Šín (* 1981), absolvent Střední uměleckoprůmyslové sklářské školy v Kamenickém Šenově a Vyšší odborné školy sklářské v Novém Boru. Zkušenosti získal i jako technolog pro firmy Preciosa a Lasvit V průběhu studia narážel na limity, které měl tehdejší způsob odlévání skleněných soch a proto si postavil vlastní dílnu s pecí, kde po dobu dvanácti let přetvářel a vylepšoval zavedené postupy. Absolvoval také stáže v Německu a v Holandsku, kde studoval vitráže, foukání a tavení skla.
Roku 2010 založil sklářskou dílnu se dvěma pecemi v Bělé pod Bezdězem, kde vyzkoušel a zavedl vlastní metodu lití skla do formy "Vitrum Vivum".

### Vitrum Vivum
Průkopníky skleněných plastik z taveného skla byli v 60. letech Stanislav Libenský a Jaroslava Brychtová, kteří zavedli techniku odlévání masivních skleněných objektů do otevřené písko-sádrové formy. Tato metoda ale nedovolovala tvorbu prostorově komplikovaných a členitých tvarů. Jiří Šín se k jejich odkazu hlásí, ale pokusil se překonat omezení daná otevřenou formou, kde vždy vznikne rovná plocha hladiny roztaveného skla a komplikovanější tvary je nutné vybrousit nebo slepit z více dílů. Oproti tomu nabízí technologie Vitrum Vivum nové možnosti a posun ve sklářském oboru k větší volnosti tvorby. Není závislá na hladině roztavené skloviny ve formě a následném broušení nebo lepení, ale dovoluje vytvořit trojrozměrné objekty přímo. Vrcholem možností této metody je dokonalá koule - např. basketbalový míč s kompletně obtištěným reliéfem.
Roztavené sklo se lije do formy kanálky, podobně jako při odlévání bronzových artefaktů. Proces umožňuje zhotovení monumentálních skleněných plastik z jednoho kusu skla. Rozměr plastik omezuje pouze velikost pece, kde probíhá postupné ochlazování. Od roku 2022 Jiří Šín společně se spolumajitelem značky, podnikatelem Romanem Pilíškem, začínají budovat v Humrově poblíž Bělé pod Bezdězem dosud největší pec na tavenou plastiku na světě. Nová autonomní pec, která dokáže vypočítat přesnou dobu chlazení, umožní odlít až pětimetrové objekty.

### Realizace
V roce 2017 Jiří Šín navázal spolupráci s Ronym Pleslem a později přizval ke spolupráci další výtvarníky, se kterými by rád vytvořil skleněné sochy na pomezí volného a užitého umění. Jedním z nich je Milan Knížák, který dostal ve studiu SIN příležitost vytvořit díla, která nemohl realizovat v 80. letech. Typickým rysem jeho návrhů je multifunkční využití. Jiřího Šína inspiruje také netradiční londýnská Carpenters Workshop Gallery, která nabízí umělcům možnost vytvořit svá díla z materiálů, které najdou v galerijní dílně.
V roce 2018 se díla navržená Ronym Pleslem a odlitá ve sklárně Jiřího Šína v Bělé pod Bezdězem poprvé objevila na výstavě Designblok v Lapidáriu Národního Muzea v Praze. Rony Plesl zde představil skleněnou instalaci Fire Walk With Me inspirovanou Davidem Lynchem. Spolu s touto instalací byl na Designbloku v roce 2018 také představen skleněný objekt Big Bang, který předurčoval budoucí cestu značky SIN. Big Bang je složen ze šesti hranolů uranového skla, ale utaven vcelku bez jakéhokoli lepení. Jeho dokonale čistý vzhled a precizní geometrie broušeného skla byl inspirován čedičovými monolity, které vytvářejí v české krajině obrovské sloupcovité struktury (např. Panská skála nebo Čedičové varhany u Hlinek).
Výsledek další spolupráce oba představili roku 2019 ve Victoria and Albert Museum v Londýně jako objekt o váze jedné tuny pod názvem Sacred Geometry. První monumentální skleněné sochy o výšce 215–225 cm a průměru 80 cm vystavil Rony Plesl na Benátském Biennale v rámci International Year of Glass 2022. Tři skleněné objekty z křišťálového skla s povrchovou strukturou kůry staletých dubů a objekt z uranového skla s basreliéfem zobrazujícím těla Ježíše Krista, umístěný poblíž oltáře a osvětlující prostor tajemným světlem, byly instalovány v kostele Santa Maria della Visitazione. Na návrhu se podílel architekt Josef Pleskot. Realizaci finančně podpořila skupina PPF.

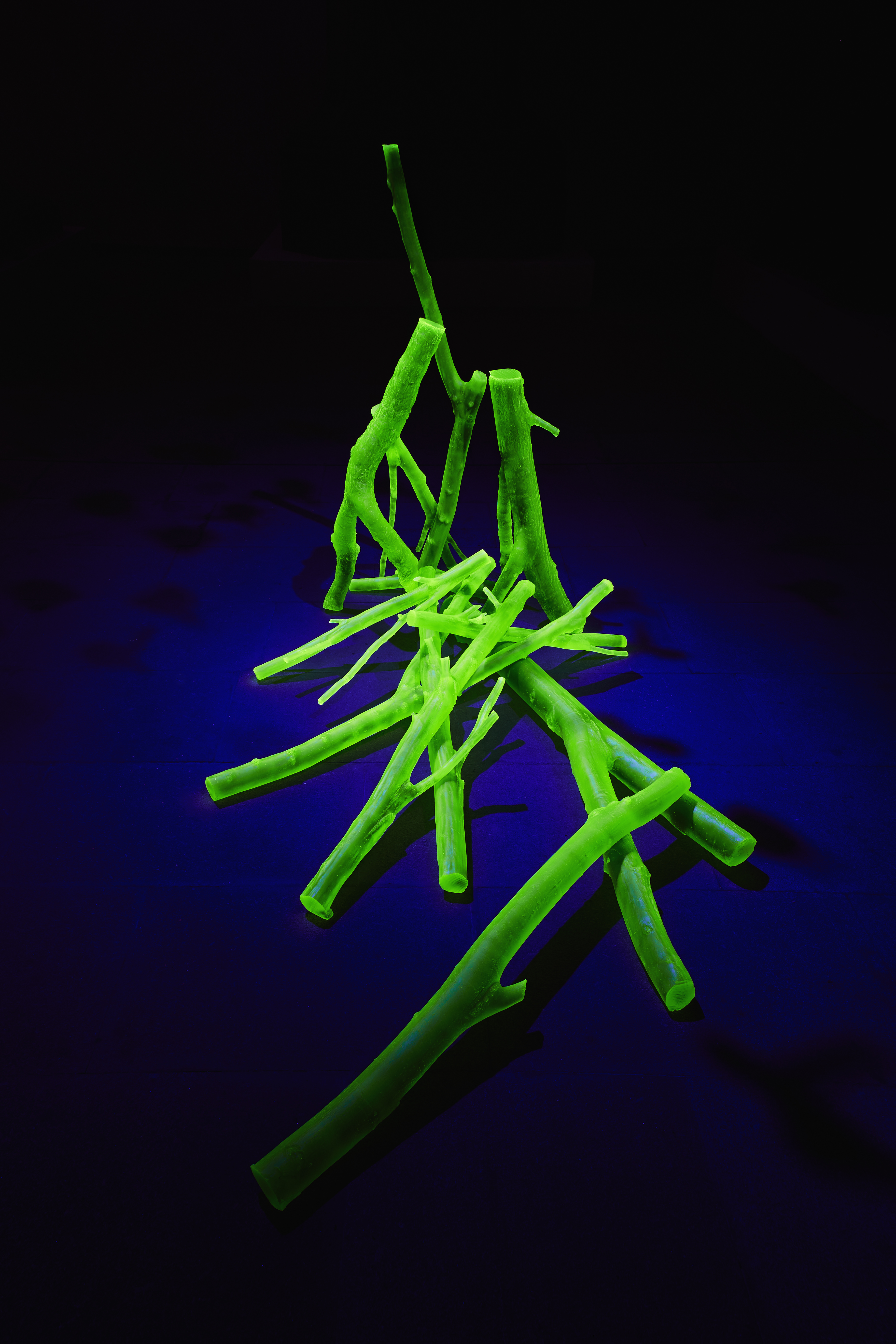
Studio SIN, Rony Plesl, Fire Walk With Me (2018)
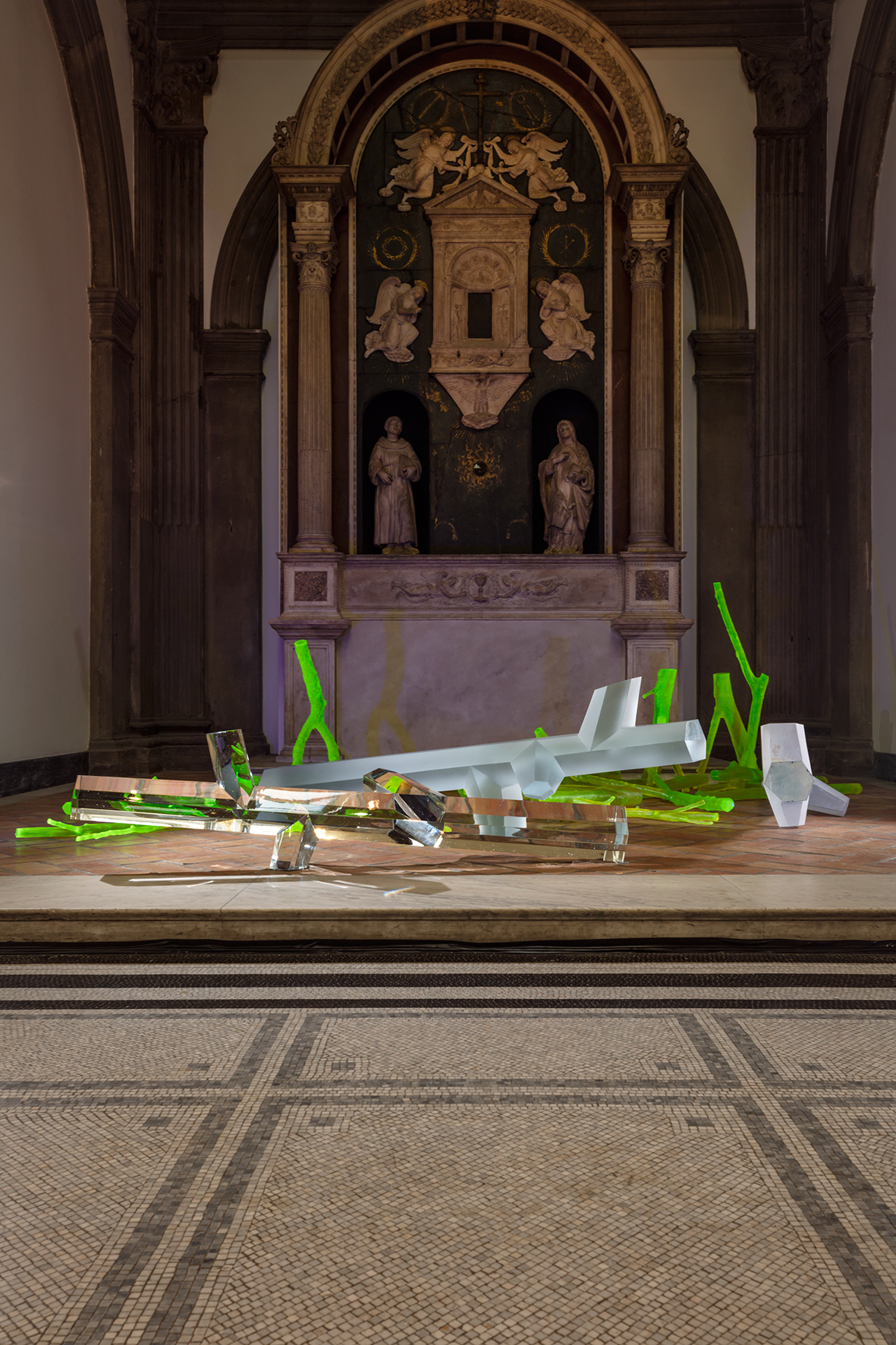
Studio SIN, Rony Plesl, Sakrální geometrie (2019)
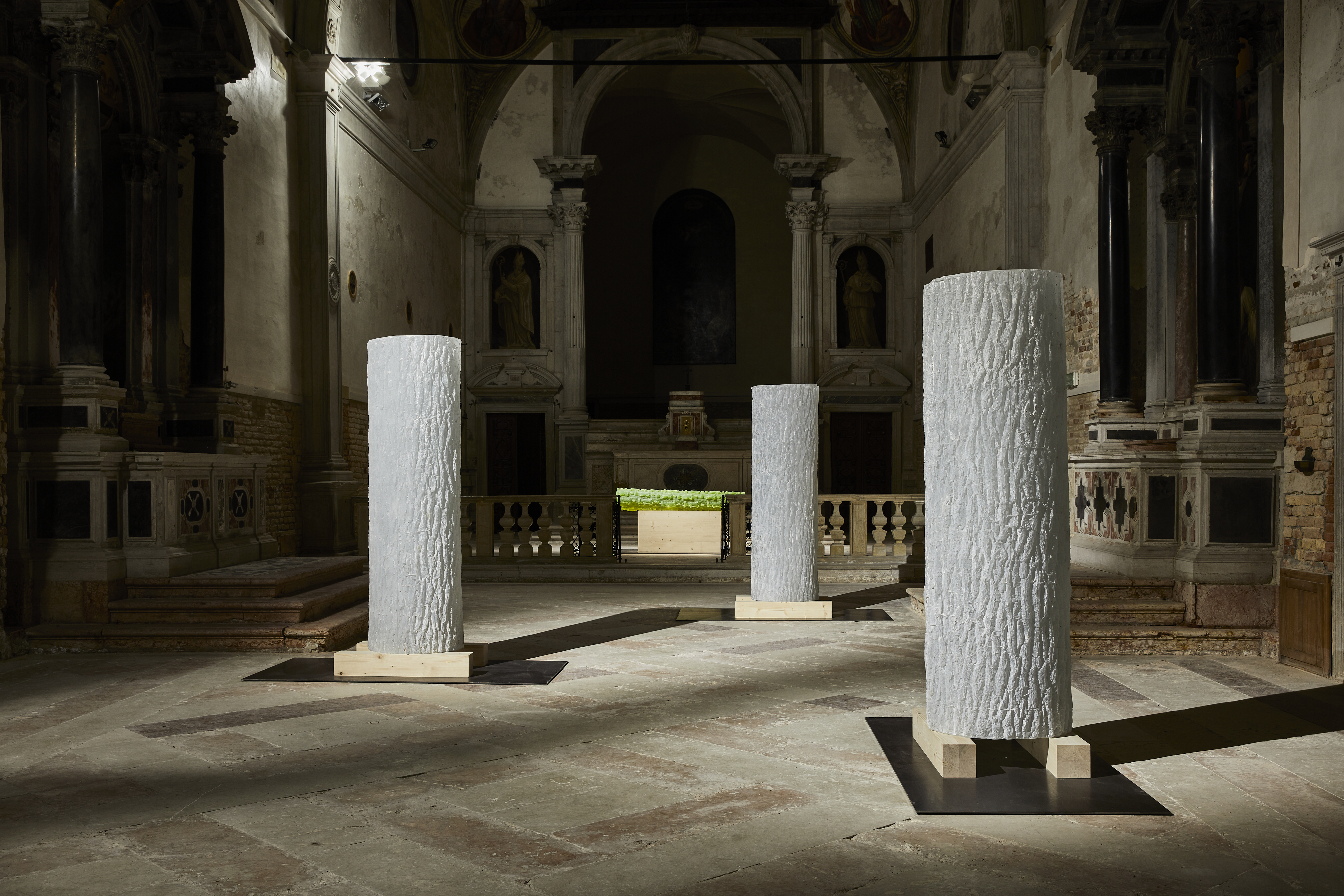
Studio SIN, Rony Plesl, Stromy rostou z nebe, Benátky (2022)
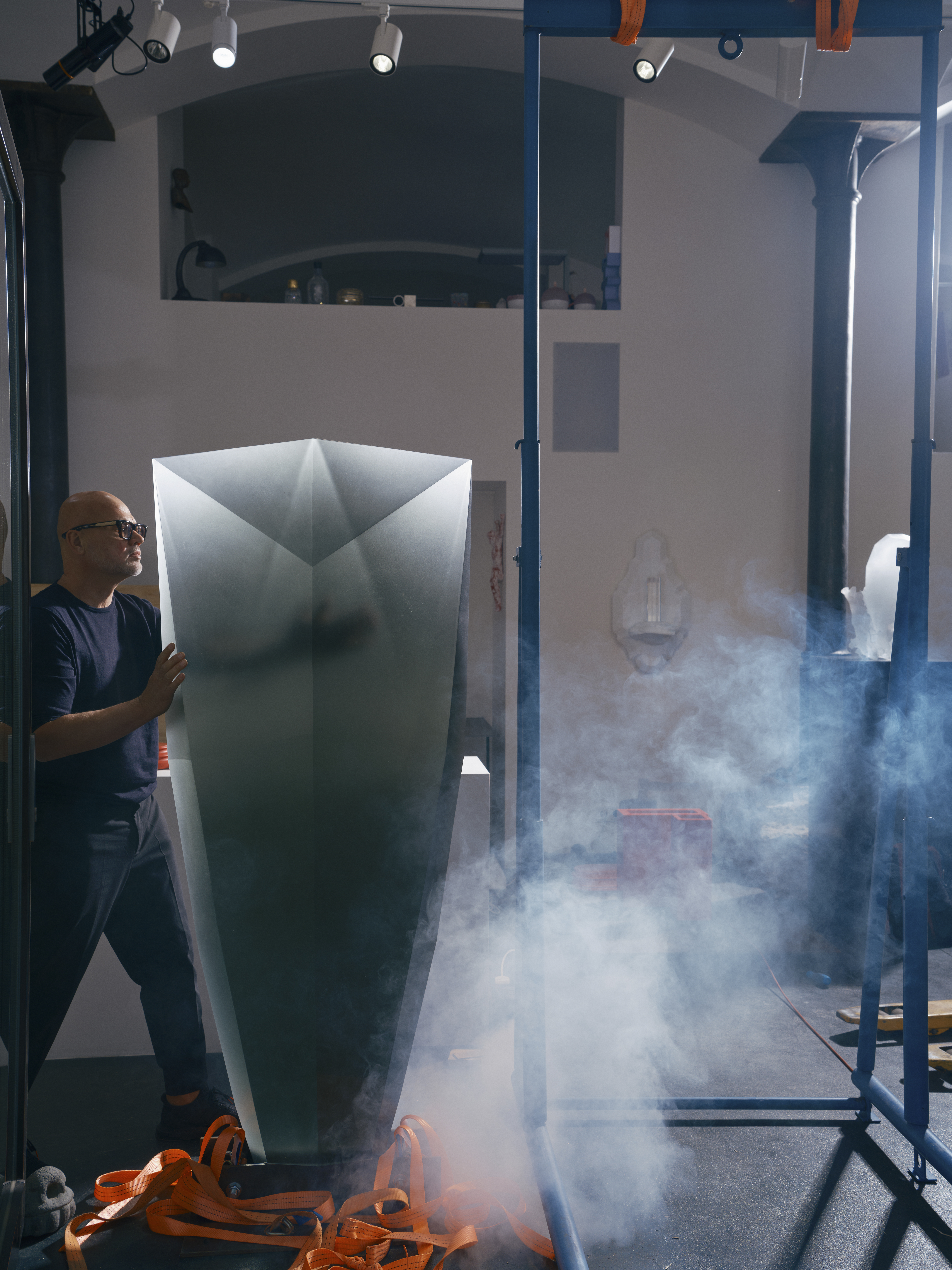
Studio SIN, Rony Plesl, Samurai Gi (2024)
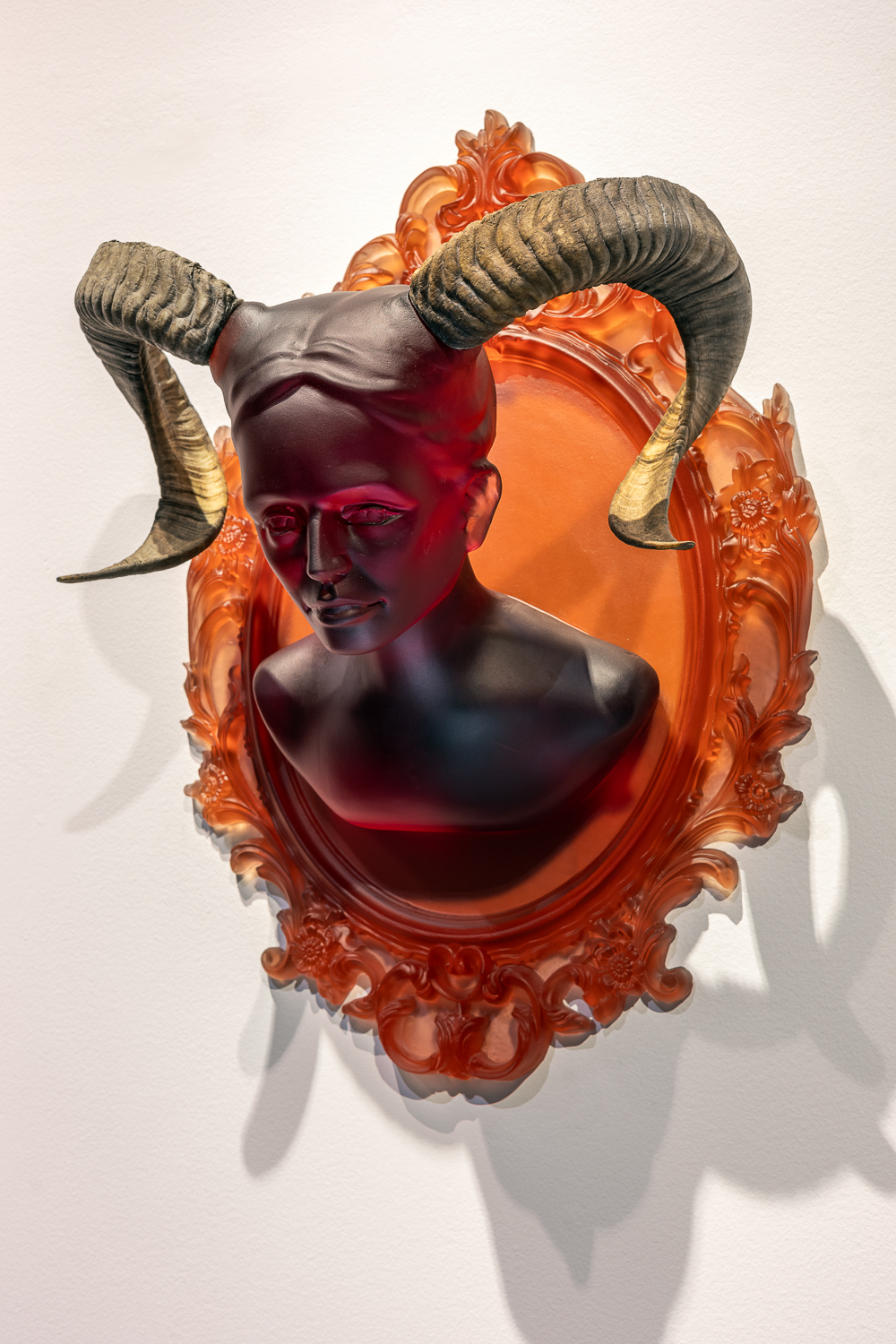
Studio SIN, Paulina Skavova, Trofej I (2024)
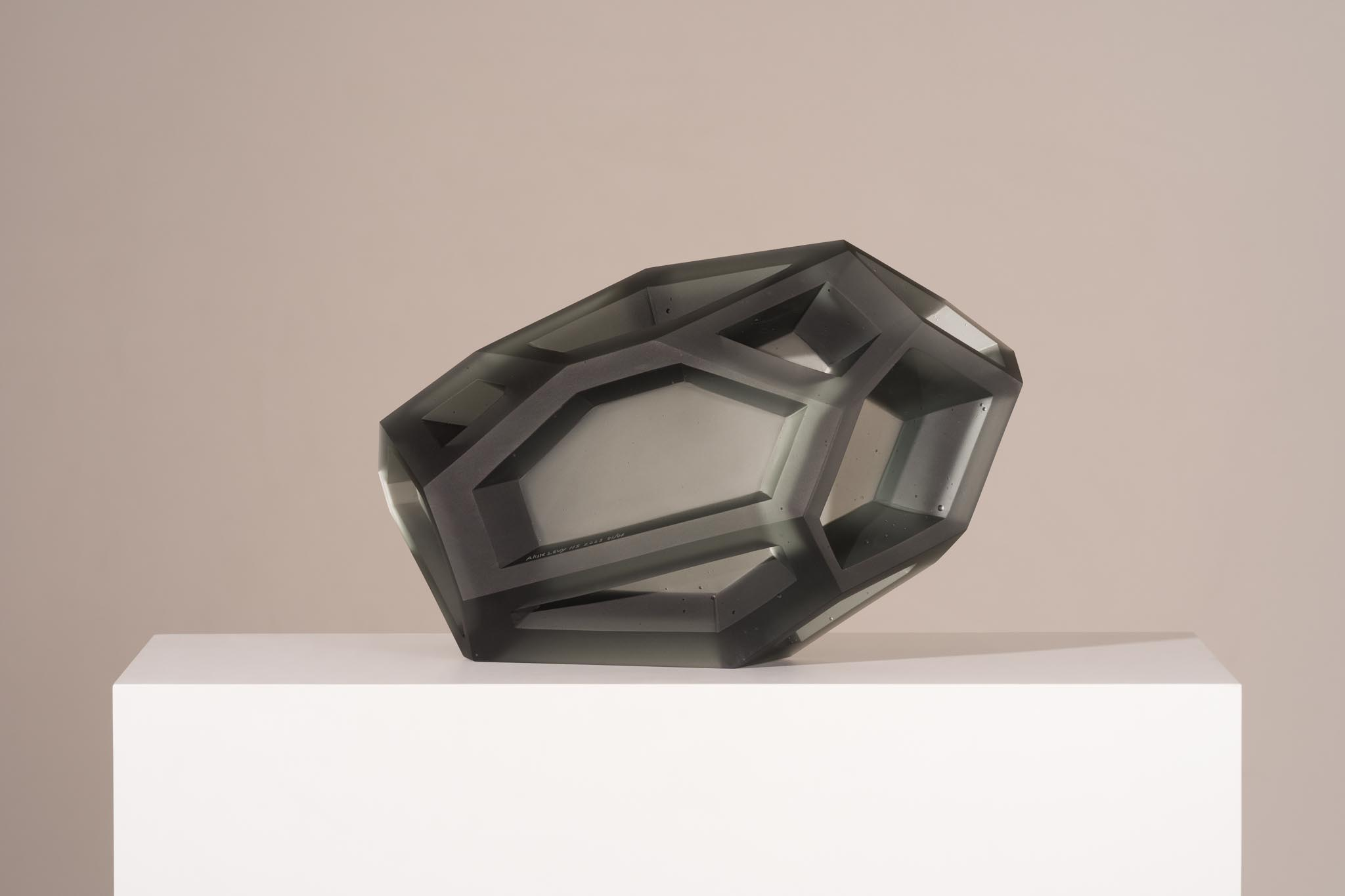
Studio SIN, Arik Levy, NegativeSpace 64 (2023)
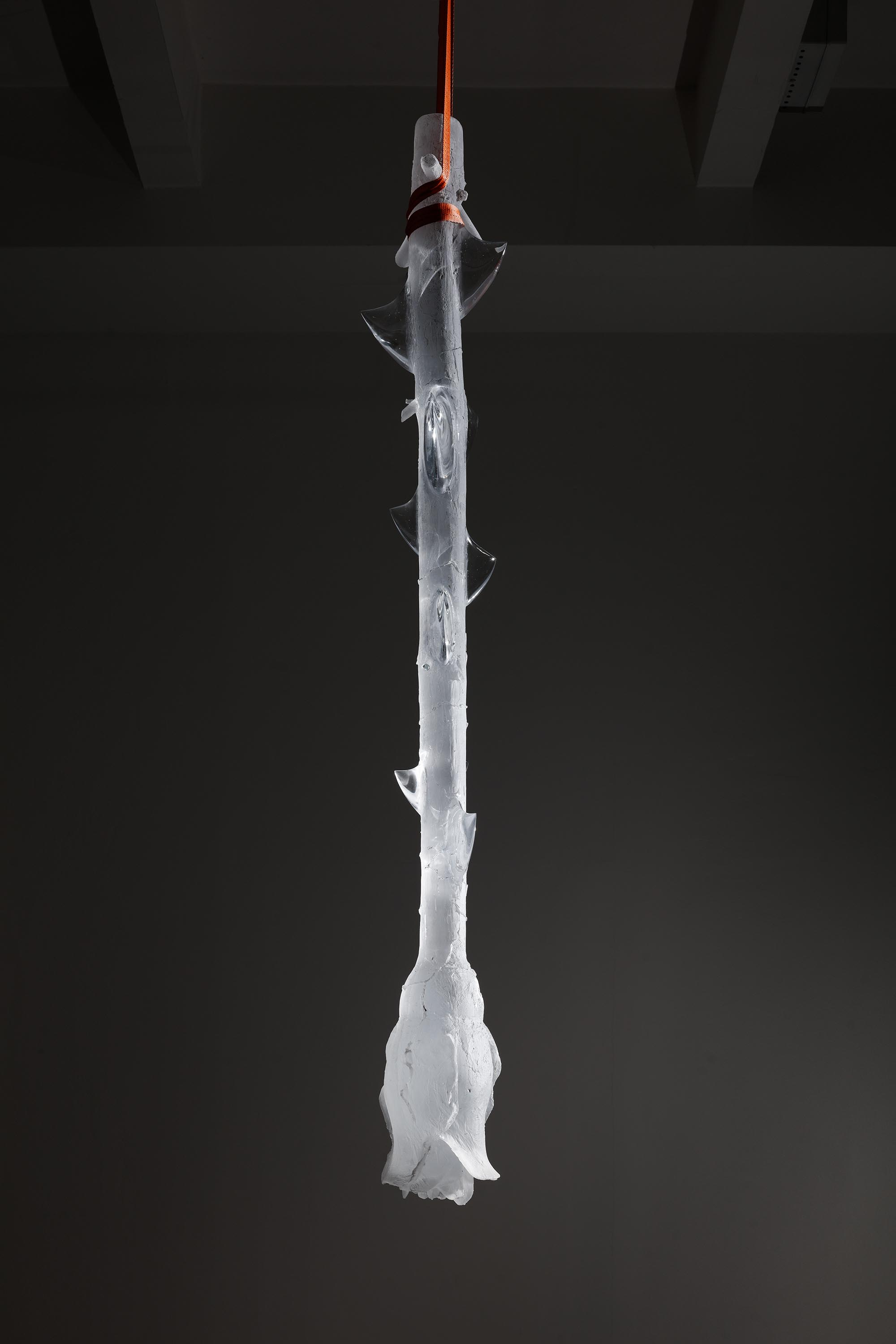
Studio SIN, Rony Plesl, Divoká růže II (2023)
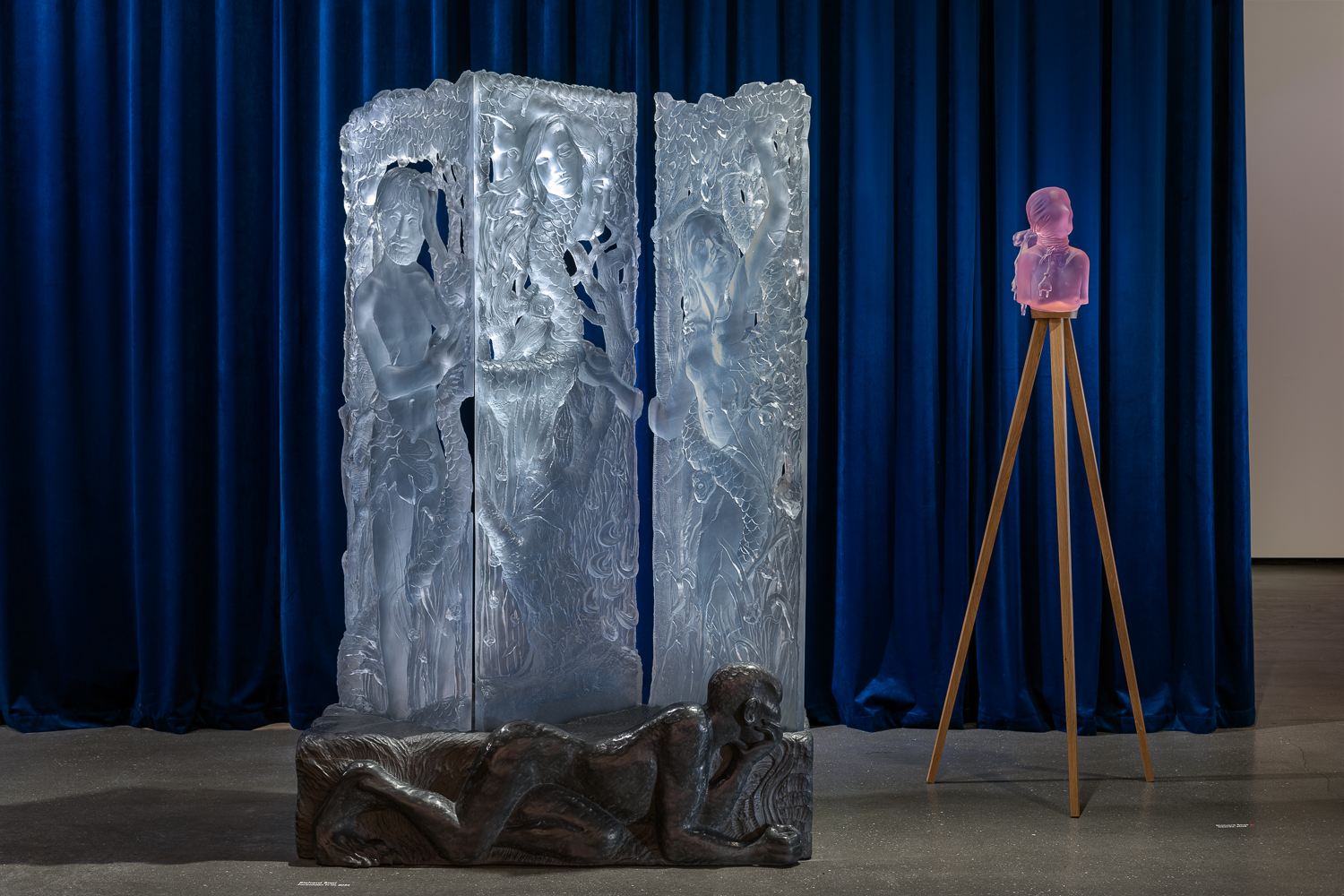
Studio SIN, Richard Štipl, Forbidden Fruit a Désirée (2024)

### Umělci
- Rony Plesl[16]
- Arik Levy (izraelský umělecký designér žijící v Paříži)[17]
- Jiří Černický
- Krištof Kintera
- Milan Knížák
- Laura Limbourg (malířka narozená v Antwerpách, absolventka AVU v Praze)
- Ondrash & Kašpárek
- Pasta Oner
- Paulina Skavova
- Richard Štipl
- Jan Kovářík (sochař, absolvent AVU v Praze)

### Spolupráce
Od roku 2022 vytváří novou vizuální identitu značky Studio Najbrt, které je autorem logotypu, prezentace a písma. Tvorba studia SIN se zaměřuje rovněž na sběratelské kolekce plastik mezi užitým a volným uměním. První sérii skleněných váz, mís, stolu a světla s názvem Translucent navrhl Rony Plesl.
Roku 2025 se SIN účastní společně s Ronym Pleslem světové výstavy Expo 2025 v japonské Ósace. V interiéru a také exteriéru českého národního pavilónu prezentují skleněné plastiky vyrobené technologií Vitrum Vivum v instalaci, která symbolicky propojuje téma přírody a lidské existence.

### Výstavy

#### SIN
- 2024 Skupinová výstava Heavy Weights, DSC Gallery, Praha[9]
- 2024 Skupinová výstava Objects of Desire by SIN feat. Benedikt Renč, Hauch Gallery[20]
- 2025 Skupinová výstava Objects of Desire by SIN feat. Rony Plesl, ZOYA Museum, Modra
- 2025 Český pavilon na výstavě Expo 2025 v Ósace

#### Realizace pro Ronyho Plesla
- 2018 Rony Plesl, Designblok, Prague International Design Festival
- 2019 Rony Plesl, Sacred Geometry, Victoria and Albert Museum, London (nyní sbírka Imagine Museum: Contemporary glass art, St. Petersburg, Florida, USA)[4]
- 2022 Rony Plesl, Trees Grow from the Sky, Chiesa di Santa Maria della Visitazione, Fondamenta Zattere ai Gesuati, 59th Biennale di Venezia[21]
- 2023 Rony Plesl, Trees Grow from the Sky, Museum Kampa, Praha
- 2023 Made by Fire, Salone del Mobile Milano 2023 v prostorách Triennale (zastoupena díla Ronyho Plesla)